# Summit (Arizona)
Summit statisztikai település az USA Arizona államában, Pima megyében. Lakosainak száma 4724 fő (2020. április 1.).

## Népesség
A település népességének változása:
| Lakosok száma | 3702 | 5372 | 4724 |
|               | 2000 | 2010 | 2020 |